# 목소귀자
목소귀자(木素貴子, ?~?)는 백제의 유민이다.

## 생애
663년, 백촌강 전투에서 패하자, 여자신, 곡나진수, 억례복류와 함께 백성들을 이끌고 왜의 수군과 함께 일본으로 건너갔다.
671년, 야마토 왕권으로부터 다이센게(大山下)에 봉해졌다.